# Serinus syriacus
Serinus syriacus là một loài chim trong họ Fringillidae.